# Bungin
Bungin is een bestuurslaag in het regentschap Lebong van de provincie Bengkulu, Indonesië. Bungin telt 906 inwoners (volkstelling 2010).